# Alan Gilbert
Alan Gilbert (ur. 23 lutego 1967 w Nowym Jorku) – amerykański dyrygent. W latach 2009–2017 był dyrektorem muzycznym Filharmonii Nowojorskiej. Od 2019 jest pierwszym dyrygentem NDR Elbphilharmonie Orchestra, a od 2021 również dyrektorem muzycznym Opery Królewskiej w Sztokholmie.

## Życiorys
Pochodzi z umuzykalnionej rodziny – jego rodzice przez wiele lat byli skrzypkami Filharmonii Nowojorskiej. W domu uczył się gry na skrzypcach i altówce.  W 1989 ukończył studia na Uniwersytecie Harvarda, w 1994 uzyskał muzyczne magisterium w Juilliard School; studiował również w Curtis Institute of Music.
W latach 1995–1997 był asystentem dyrygenta w Cleveland Orchestra. W 2000 został pierwszym dyrygentem i doradcą artystycznym Szwedzkiej Królewskiej Orkiestry Filharmonicznej; pozostał na tym stanowisku do 2008. W latach 2004–2015 był pierwszym gościnnym dyrygentem NDR Elbphilharmonie Orchestra w Hamburgu. W 2009 objął stanowisko dyrektora muzycznego Filharmonii Nowojorskiej, będąc jednym z najmłodszych dyrektorów muzycznych w historii orkiestry i pierwszym rodowitym nowojorczykiem na tym stanowisku. Prowadził tę orkiestrę przez osiem lat. Od 2019 jest głównym dyrygentem w NDR Elbphilharmonie Orchestra w Hamburgu. W 2021 powrócł do Sztokholmu, obejmując stanowisko dyrektora muzycznego Opery Królewskiej.
Dyrygował gościnnie wieloma czołowymi orkiestrami, takimi jak Filharmonicy Berlińscy, Koninklijk Concertgebouworkest, Cleveland Orchestra, Bostońska Orkiestra Symfoniczna, Orkiestra Filadelfijska, Staatskapelle Dresden i Orchestre philharmonique de Radio France. Prowadził inscenizacje operowe dla mediolańskiej La Scali, nowojorskiej Metropolitan Opera, Los Angeles Opera, Zurich Opera, Opery Królewskiej w Sztokholmie i Santa Fe Opera, gdzie był inauguracyjnym dyrektorem muzycznym.
Gilbert jest orędownikiem nowej muzyki, zwłaszcza żyjących kompozytorów. W Filharmonii Nowojorskiej współpracował z reżyserem i projektantem Dougiem Fitchem przy kilku spektakularnych inscenizacjach, w tym opery Le Grand Macabre Ligetiego oraz baletu Pietruszki Strawinskiego, w którym obok baletmistrzów wystąpili tańczący i żonglujący członkowie orkiestry.
Jego dyskografia obejmuje „The Nielsen Project” (6 symfonii i 3 koncerty Carla Nielsena) nagrany z Filharmonią Nowojorską oraz operę Doctor Atomic Johna Adamsa nagraną w Metropolitan Opera, za którą zdobył nagrodę Grammy. Otrzymał dwie nominacje do nagrody Emmy za wybitną reżyserię muzyczną w programie PBS Live From Lincoln Center: Sweeney Todd (2014) i Sinatra: Voice for a Century (2015).
W 2011 został laureatem Ditson Conductor's Award przyznawanej przez Uniwersytet Columbia. Jest członkiem Amerykańskiej Akademii Sztuk i Nauk oraz Oficerem Orderu Sztuki i Literatury, a także doktorem honoris causa Curtis Institute of Music i Westminster Choir College.